# Jednoručka

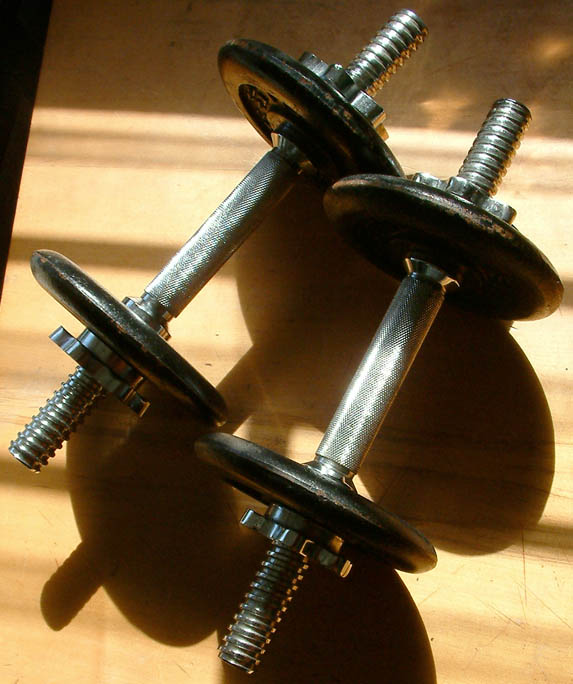
Jednoruční činky

Jednoručka je sportovní nářadí sestávající z tyče, která má na každém konci připevněné závaží tvaru koule nebo kotouče a která se drží jednou rukou.

## Charakteristika
Jednoručky jsou nejběžněji vyráběny z kovu, bývají pochromovány a některé kotouče jsou pogumovány., hmotnost dosahuje až 50 kg na jednu činku

## Druhy jednoruček
- Jednoručky nákladací
- Jednoručky s variabilní zátěží
- Jednoručky s pevnou vahou